# Marques
Marques è un comune francese di 233 abitanti situato nel dipartimento della Senna Marittima nella regione della Normandia.

## Storia

### Simboli
Lo stemma del comune è stato creato nel 2009.

## Società

### Evoluzione demografica
Abitanti censiti